# Pardosa baoshanensis
Pardosa baoshanensis este o specie de păianjeni din genul Pardosa, familia Lycosidae, descrisă de Wang și Qiu, 1991. Conform Catalogue of Life specia Pardosa baoshanensis nu are subspecii cunoscute.